# مائیته بومون
مائیته بومون (اسپانیایی: Maite Beaumont‎) خوانندهٔ متزو سوپرانو اپرا اهل اسپانیاست.

## زندگی‌نامهٔ هنری
او فنون خوانندگی و نواختن ویولن را در «هنرستان موسیقی پابلو ساراساته» آموخت و در همان هنگام، به تحصیل در رشتهٔ جامعه‌شناسی در دانشگاه نابارا پرداخت. سپس دورهٔ عالی خوانندگی را نزدِ «هانا شوارتز» در «هامبورگ» گذراند.
نخستین اجرای مهم و حرفه‌ای او در سال ۲۰۰۵ میلادی در نقش «دُرابلا» در اپرای «کوزی فان توته» در «جشنوارهٔ موسیقی سالزبورگ» بود.